# Baltisch voetbalkampioenschap 1923/24
In 1923/24 werd het twaalfde voetbalkampioenschap gespeeld dat georganiseerd werd door de Baltische voetbalbond. VfB Königsberg werd kampioen en plaatste zich zo voor de eindronde om de Duitse landstitel. De club verloor in de eerste ronde van SpVgg 1899 Leipzig. 

## Deelnemers aan de eindronde
| Club           | Gekwalificeerd als        |
| -------------- | ------------------------- |
| VfB Königsberg | Kampioen van Oost-Pruisen |
| Stettiner SC   | Kampioen van Pommeren     |
| Preußen Danzig | Kampioen van Danzig       |

## Eindstand
| Plaats | Club                | Wed. | W | G | V | Saldo | Ptn. |
| ------ | ------------------- | ---- | - | - | - | ----- | ---- |
| 1.     | VfB Königsberg      | 4    | 4 | 0 | 0 | 14:2  | 8:0  |
| 2.     | Stettiner SC        | 4    | 0 | 2 | 2 | 5:7   | 2:6  |
| 3.     | TuFC Preußen Danzig | 4    | 0 | 2 | 2 | 3:13  | 2:6  |

|  | Kampioen |